# Бадајин Ђажан
Бадајин Ђажан је пустиња у Азији у северном делу Кине у Аутономним покрајинама Унутрашња Монголија и Гансу. Захвата површину од 49.000 km². Према типу подлоге спада у песковите пустиње.